# Yusuke Nakamura (Mediziner)

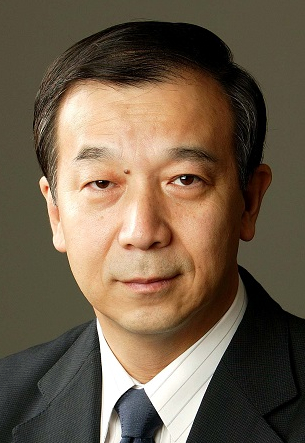
Yusuke Nakamura

Yūsuke Nakamura (japanisch 中村 祐輔 Nakamura Yūsuke; * 8. Dezember 1952 in Osaka) ist ein japanischer Genetiker und Krebsforscher. Er ist bekannt für seine bahnbrechende Forschung zu Markern des genetischen Polymorphismus (darunter VNTR und SNP) und für seine Beiträge zu genomweiten Untersuchungen von Assoziationen (genomweite Assoziationsstudie), womit wichtige Grundlagen der personalisierten Medizin in der Krebstherapie geschaffen wurden.

## Leben
Nakamura schloss 1977 das Medizinstudium an der Universität Osaka mit dem M.D. ab, 1984 erwarb er ebendort mit der Arbeit Sequences of cDNAs for human salivary and pancreatic alpha-amylases einen Ph.D. in Molekulargenetik. Von 1984 bis 1989 forschte er an der University of Utah und für das Howard Hughes Medical Institute.
Von 1989 bis 1995 war er Leiter der Abteilung für Biochemie am Cancer Institute in Tokio, ab 1996 Leiter der dortigen Abteilung für Genomanalyse. 1994 erhielt er eine Professur für Molekulare Medizin an der Universität Tokio, 1995 übernahm er die Leitung des dortigen Human Genome Center, die er bis 2011 innehatte. Von 1996 bis 1999 hatte er zusätzlich eine Professur für klinische Genetik an der Universität Osaka inne. Von 2005 bis 2010 war er Direktor des RIKEN-Zentrums für Genomische Medizin. 2011 war er besonderer Berater des damaligen japanischen Kabinetts (Kabinett Kan, 2. Umbildung) für medizinische Innovation.
Anfang 2012 wechselte Nakamura als Professor für Hämatologie/Onkologie und als stellvertretender Direktor an das Center for Personalized Therapeutics der University of Chicago. Hier ist er Professor Emeritus. 2020 war Nakamura Direktor des Cancer Precision Medicine Center der Japanischen Stiftung für Krebsforschung (Japanese Foundation for Cancer Research).
Im Jahr 2000 erhielt Nakamura den Keio Medical Science Prize, 2010 den Chen Award der Human Genome Organisation. 2004 wurde er mit der japanischen Ehrenmedaille am violetten Band ausgezeichnet, 2022 als Person mit besonderen kulturellen Verdiensten.
Nakamura hat laut Datenbank Scopus einen h-Index von 157, laut Google Scholar einen von 217 (Stand jeweils Januar 2025). Seine über 1400 wissenschaftlichen Arbeiten wurden mehr als 118.000-mal (Scopus) beziehungsweise mehr als 232.000-mal (Google Scholar) zitiert. Seit 2020 zählt ihn der Medienkonzern Clarivate aufgrund der Zahl seiner Zitationen zu den Favoriten auf einen Nobelpreis für Physiologe oder Medizin (Clarivate Citation Laureates).